# Vion (Sarthe)
Vion – miejscowość i gmina we Francji, w regionie Kraj Loary, w departamencie Sarthe.
Według danych na rok 1990 gminę zamieszkiwało 965 osób, a gęstość zaludnienia wynosiła 48 osób/km² (wśród 1504 gmin Kraju Loary Vion plasuje się na 591. miejscu pod względem liczby ludności, natomiast pod względem powierzchni na miejscu 548.).